# Viničné Šumice
Viničné Šumice jsou obec v okrese Brno-venkov v Jihomoravském kraji, na okraji Vyškovské brány. Žije zde přibližně 1 400 obyvatel.
Jedná se o vinařskou obec ve Velkopavlovické vinařské podoblasti (viniční tratě Vrchní hora, Dolní hora, Žleby), réva vinná je zde pěstována ve stupňovitých vinohradech, které patří mezi nejsevernější na Moravě. Obec spadá pod farnost Pozořice.

## Název
Jméno vesnice bylo odvozeno od osobního jména Šuma (jehož základem je sloveso šuměti). Původně šlo o pojmenování jejích obyvatel Šumici a jeho význam byl "Šumovi lidé". Přívlastek Viničné začal být připojován ve druhé polovině 19. století na odlišení od ostatních vsí stejného jména.

## Historie
První písemná zmínka o obci pochází z roku 1350.

## Obyvatelstvo
| Rok            | 1869 | 1880 | 1890 | 1900 | 1910 | 1921 | 1930 | 1950  | 1961  | 1970  | 1980  | 1991  | 2001  | 2011  | 2021  |
| -------------- | ---- | ---- | ---- | ---- | ---- | ---- | ---- | ----- | ----- | ----- | ----- | ----- | ----- | ----- | ----- |
| Počet obyvatel | 772  | 855  | 786  | 900  | 954  | 937  | 969  | 1 151 | 1 262 | 1 196 | 1 107 | 1 023 | 1 018 | 1 247 | 1 357 |
| Počet domů     | 131  | 145  | 154  | 163  | 177  | 188  | 222  | 270   | 284   | 296   | 305   | 340   | 356   | 417   | 448   |

## Obecní správa a politika
V letech 2006–2010 působil jako starosta Petr Kříž, mezi roky 2010 a 2022 tuto funkci vykonával Josef Drápal, od roku 2022 je starostou Aleš Jílek.

### Obecní symboly
Znak a vlajka byly obci uděleny rozhodnutím předsedy Poslanecké sněmovny Parlamentu České republiky dne 29. března 1995.

## Školy
- ZŠ a MŠ Viničné Šumice – od roku 1885, předtím děti chodily do školy v nedalekých Pozořicích.

## Pamětihodnosti
- Krucifix

## Galerie

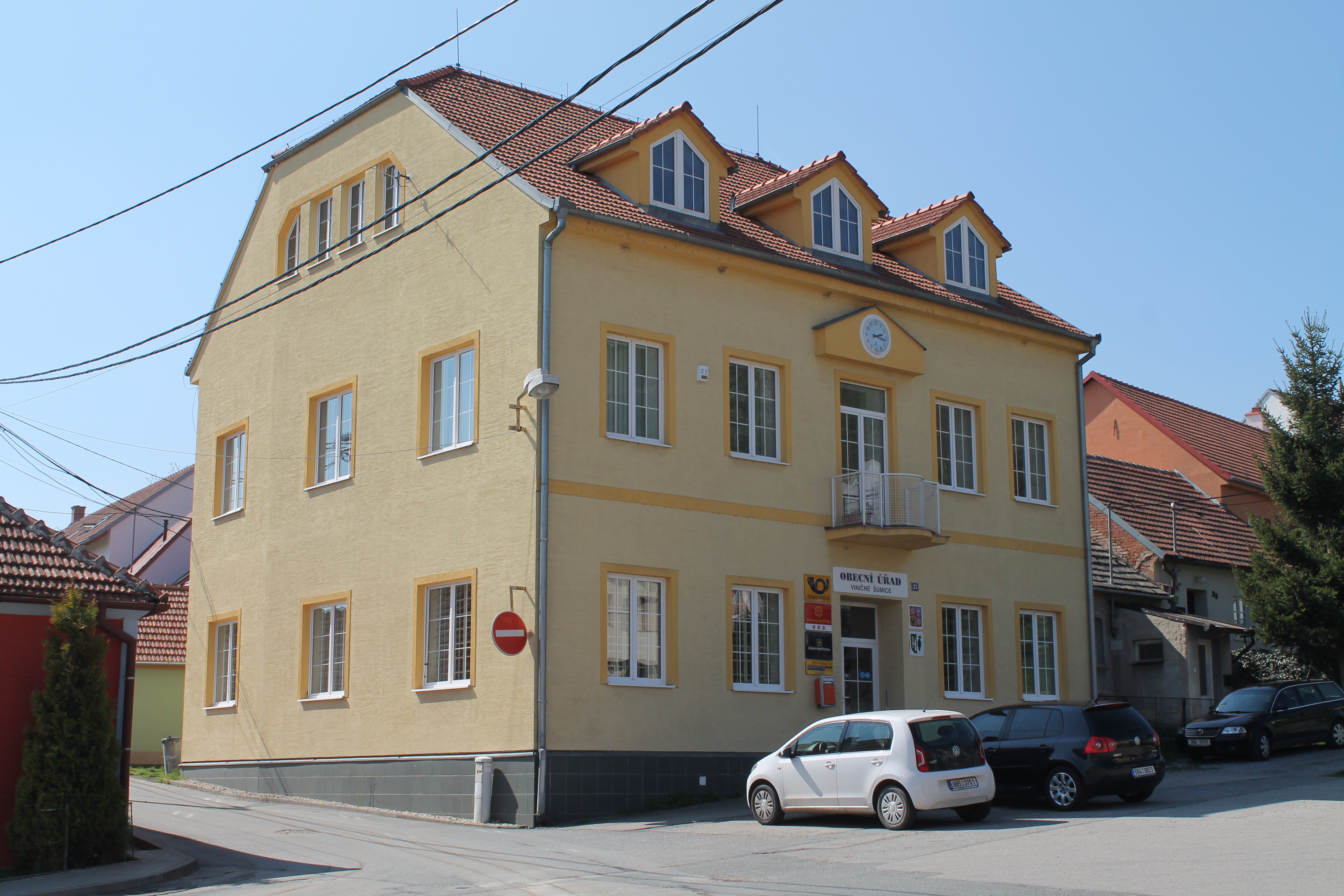
Obecní úřad
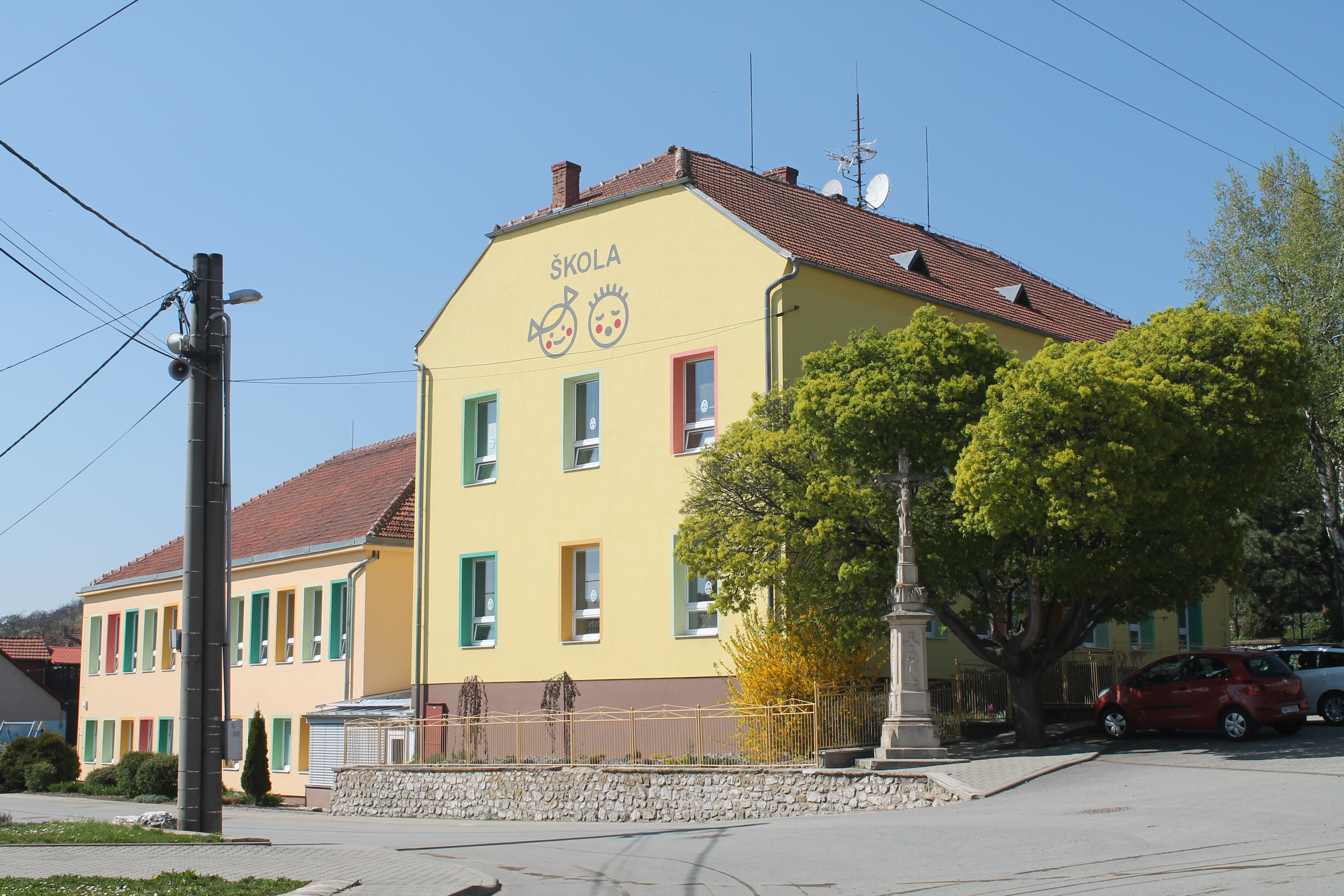
Základní škola
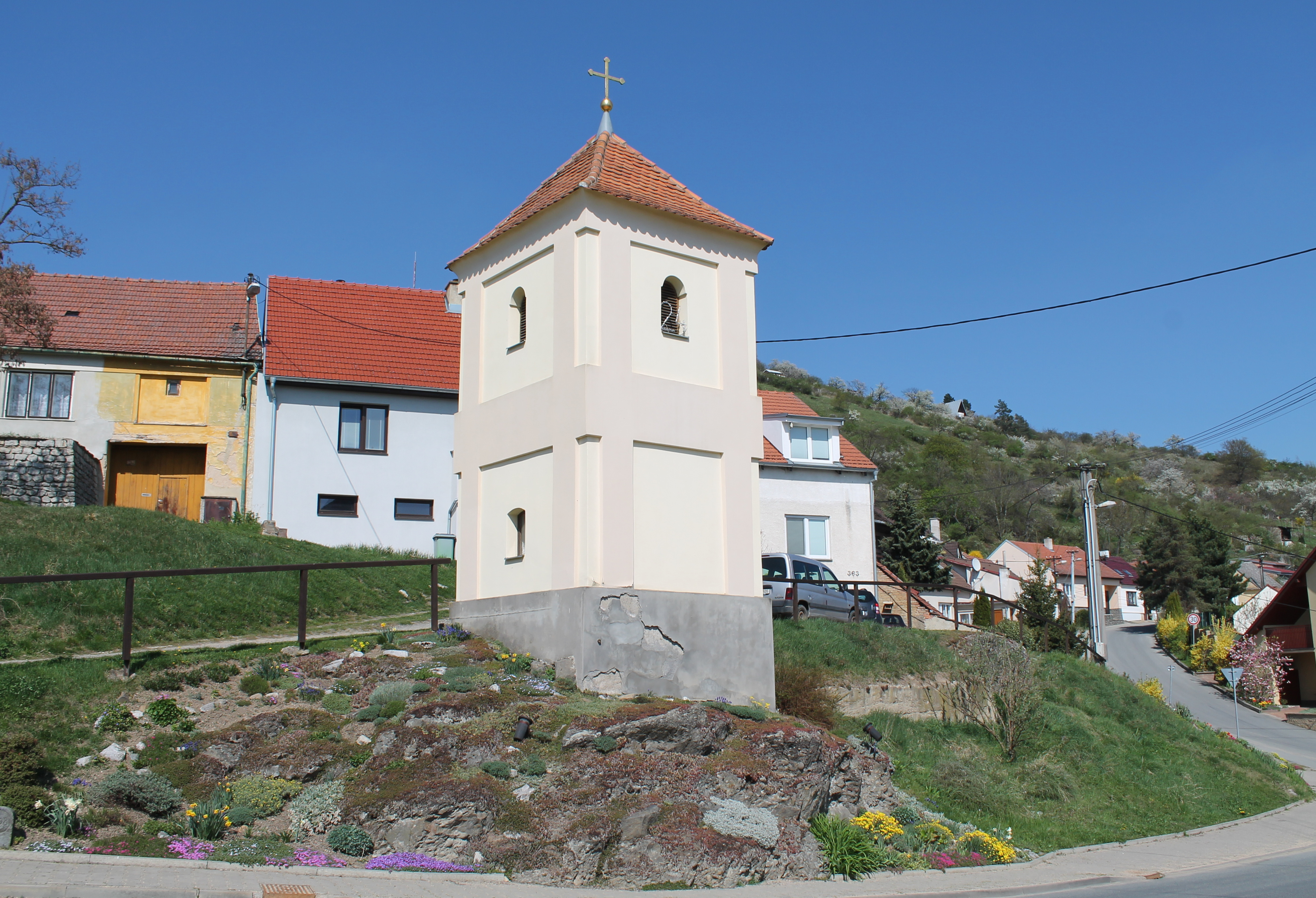
Kaple
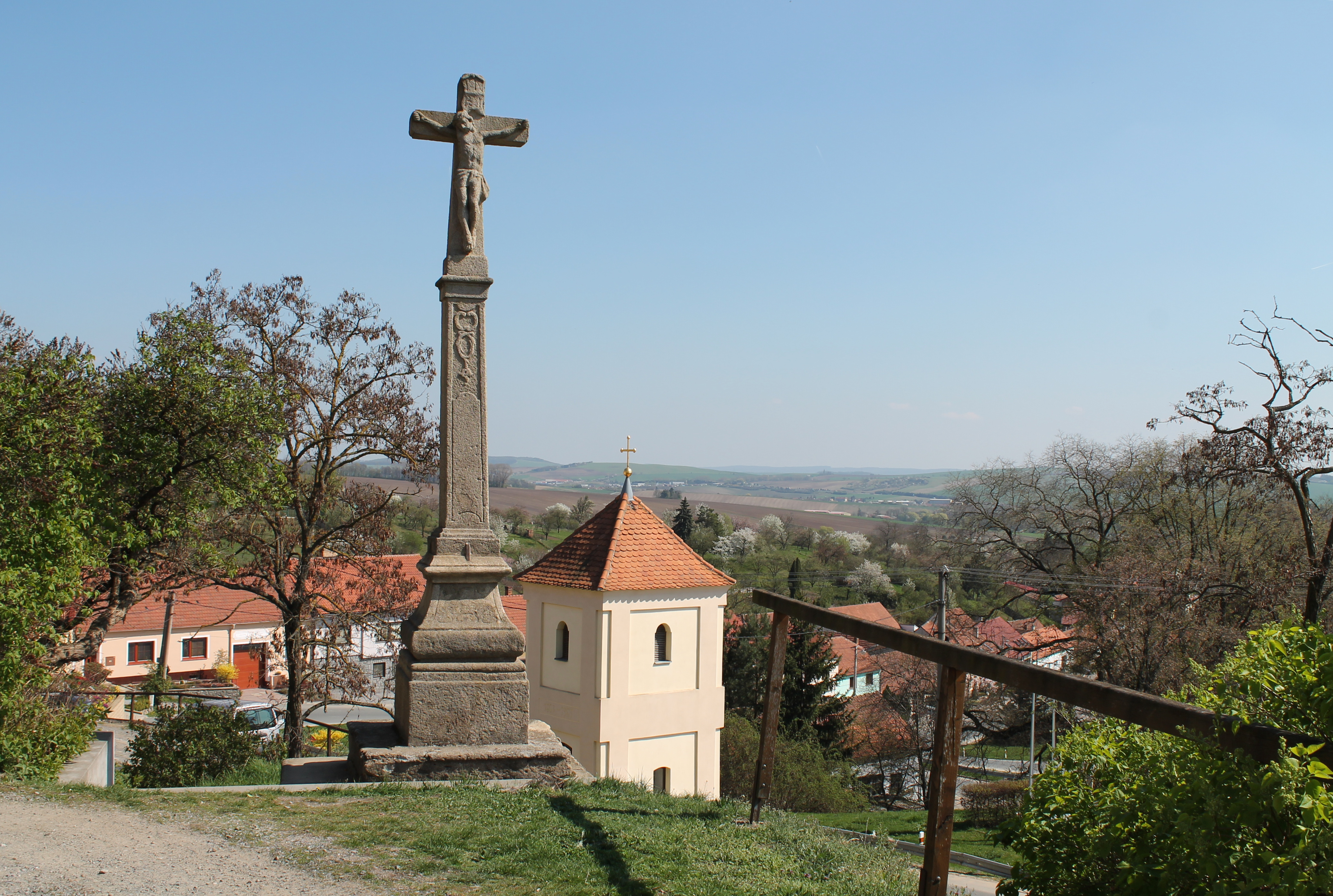
Kříž na návsi
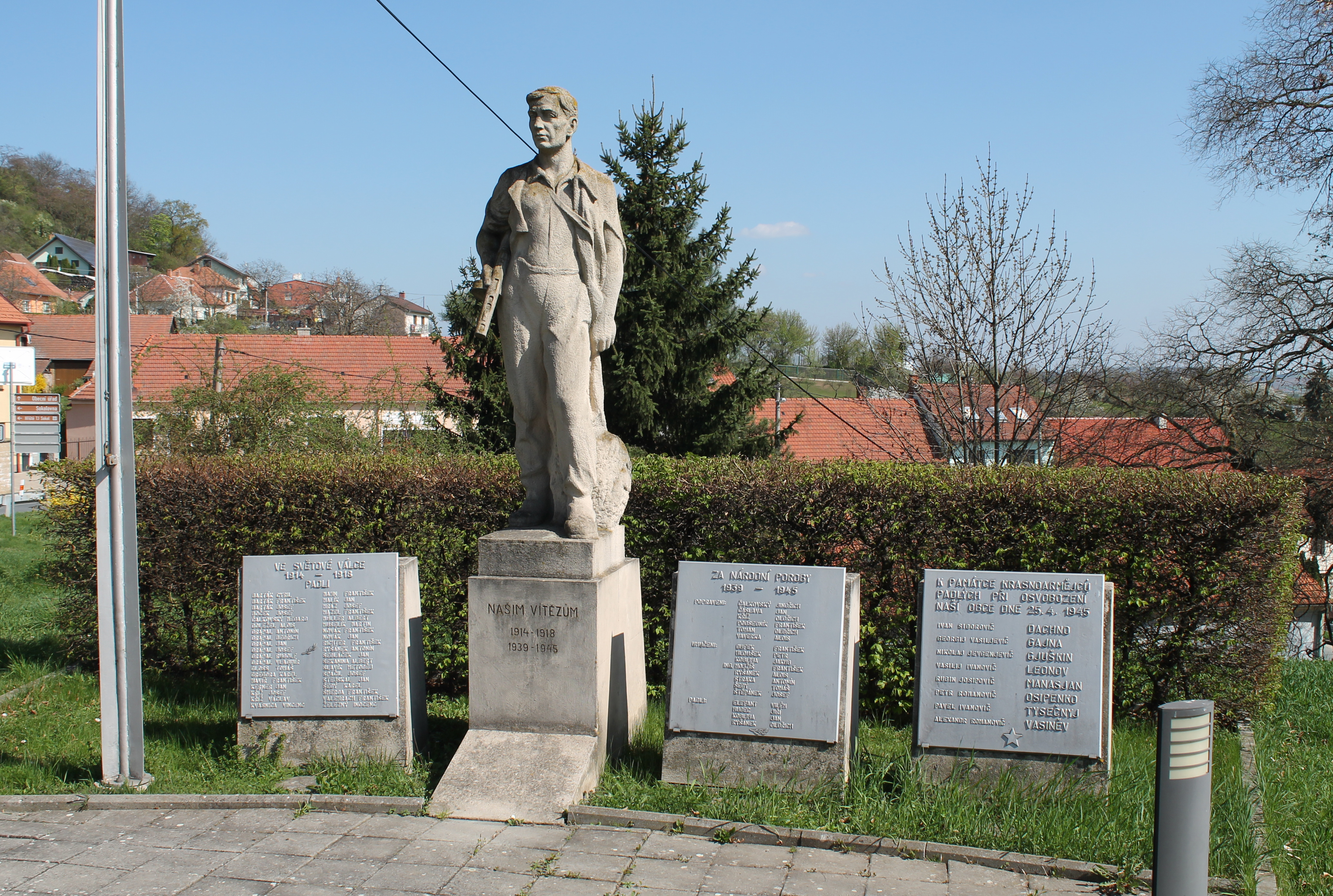
Pomník padlým